# Elezioni politiche in Italia del 2001 per collegio (Senato della Repubblica)
Le elezioni politiche in Italia del 2001 nei collegi uninominali del Senato della Repubblica hanno visto i seguenti risultati.

## Piemonte
| Collegio         | Candidati                     | Candidati                      | Candidati                            | Candidati                 | Candidati                     | Candidati                     | Candidati                     | Candidati                    | Candidati              |
| Collegio         | L'Ulivo                       | Casa delle Libertà             | Partito della Rifondazione Comunista | Italia dei Valori         | Democrazia Europea            | Lista Pannella-Bonino         | Fiamma Tricolore              | Verdi Verdi                  | Va' pensiero Padania   |
| ---------------- | ----------------------------- | ------------------------------ | ------------------------------------ | ------------------------- | ----------------------------- | ----------------------------- | ----------------------------- | ---------------------------- | ---------------------- |
| Torino 1         | Franco Debenedetti* (41,6)    | Aldo Scarabosio (41,9)         | Daniela Alfonzi (5,4)                | Paolo Saba (3,4)          | Paolo Ferraris (1,2)          | Luciano Costa (3,8)           | Valter Ameglio (1,5)          | Maria Paola Monzeglio (1,2)  |                        |
| Torino 2         | Renato Cambursano (44,6)      | Antonio Baudo (35,6)           | Giovanni Naggi (8,0)                 | Giovanni Pizzale (4,4)    | Giacomo Vurchio (1,5)         | Mario Marchitti (2,5)         | Ignazio Giammanco (1,8)       | Lorenzo Moscariello (1,6)    |                        |
| Torino 3         | Giampaolo Zancan (42,7)       | Maria Grazia Siliquini* (40,5) | Domenico Porcaro (6,0)               | Franco Cirelli (3,9)      | Francesco Pologruto (0,9)     | Guido Ferretti (2,9)          | Pietro Marucci (1,5)          | Anna Ferrero (1,6)           |                        |
| Torino 4         | Maria Chiara Acciarini (45,5) | Ernesto Stajano (37,5)         | Mario Contu (5,8)                    | Salvatore Garofalo (4,1)  | Sergio Bonfanti (1,0)         | Emilio Coveri (2,9)           | Giovanni Calabrese (1,3)      | Maurizio Lupi (1,9)          |                        |
| Ivrea            | Livio Besso Cordero (39,1)    | Alberto Massucco (41,8)        | Maria Grazia Spadella (5,0)          | Francesco Petrarulo (3,6) | Giancarlo Vacca Cavalot (4,8) | Graziella Miraudo (2,8)       | Gianfranco Balma Venere (1,7) | Anacleta Salvetti (1,2)      |                        |
| Rivoli           | Angelo Muzio (47,5)           | Matteo Brigandì (35,7)         | Maria Iole Vaccargiu (6,0)           | Avernino Di Croce (4,0)   | Michele Petrucciano (1,0)     | Valerio Sossella (2,6)        | Calogero Saccomando (1,4)     | Renata Stabellini (1,8)      |                        |
| Settimo Torinese | Giuseppe Vallone (42,8)       | Maurizio Eufemi* (40,3)        | Gennaro Orefice (5,8)                | Franco Crosio (4,1)       | Giovanni Piovano (1,3)        | Alberta Ardizzone (2,7)       | Antonio Urso (1,6)            | Silvano Selmo (1,4)          |                        |
| Moncalieri       | Alberto Monticone* (40,9)     | Furio Gubetti (41,3)           | Elio Marchiaro (5,9)                 | Giacomo Razzetti (4,1)    | Gianfranco Visca (1,8)        | Maria Grazia Balduino (2,9)   | Benedetto Verdiani (1,5)      | Elisabetta Tarocchiono (1,6) |                        |
| Pinerolo         | Elvio Fassone* (40,4)         | Lucio Malan (41,1)             | Paolo Ferrero (5,5)                  | Giuseppa Agostino (3,5)   | Alberto Trazzi (1,4)          | Domenica Velati (2,8)         | Felicita Doglio (1,3)         | Alba Boccalatte (1,2)        | Franco Cavallito (2,8) |
| Verbania         | Francesco Fornara (34,3)      | Luigi Manfredi (48,1)          | Carluccio Alberganti (4,8)           | Luigi Bausa (2,3)         | Mario Ventrella (1,7)         | Sergio Brandani (2,4)         | Adriano Rebecchi (2,1)        | Maria Caterina Desio (1,4)   | Giovanni Rubini (2,9)  |
| Novara           | Sergio Vedovato (34,8)        | Giuseppe Vegas (49,0)          | Raffaele D'Acunto (5,7)              | Franco Ruggiu (3,2)       | Giacomo Fadda (1,5)           | Domenica Lapis (2,7)          | Ciro Gemellaro (1,4)          | Angela Putignani (1,7)       |                        |
| Biella           | Vittorio Barazzotto (36,1)    | Roberto Salerno (46,4)         | Renato Nuccio (4,9)                  | Mirko Micellone (2,6)     | Claudia Bonino (1,4)          | Gianpiero Bonfantini (3,0)    | Ivano Porrino (1,6)           |                              | Claudio Regis (4,0)    |
| Vercelli         | Riccardo Coppo (36,1)         | Lorenzo Piccioni (46,8)        | Giuseppe Marenda (5,5)               | Salvatore Sellaro (2,5)   | Angelo Bresciani (2,1)        | Elio Cielo (2,4)              | Ludovico Ellena (1,7)         | Albina Laudano (1,0)         | Amelio Crivelli (1,9)  |
| Alessandria      | Enrico Morando* (39,8)        | Rossana Boldi (45,0)           | Francesco Moro (5,6)                 | Walter Ferrari (3,0)      | Marco Pestarino (1,7)         | Ionnes Albertoni Grosso (2,2) | Maurizio Zingales (1,4)       | Giulia Rolando (1,3)         |                        |
| Asti             | Giovanni Saracco (36,7)       | Guido Brignone (46,5)          | Carlo Sottile (5,1)                  | Gianfranca Baracca (3,4)  | Gianpaolo Boccardo (2,7)      | Carla Marchisio (2,8)         | Giuseppe Martorana (1,4)      | Elidia Clovis (1,4)          |                        |
| Cuneo            | Pietro Borello (32,7)         | Giuseppe Menardi (45,4)        | Fabrizio Imberti (3,1)               | Tullio Ponso (5,1)        | Mario Cismondi (4,5)          | Gianni Pizzini (2,7)          | Sergio Pinci (1,2)            | Stefano Ferrero (1,2)        | Alfredo Pollini (4,1)  |
| Alba             | Francesco Rocca (31,8)        | Tomaso Zanoletti (46,7)        | Michele Bertolino (2,8)              | Roberto Bosio (4,8)       | Marco Botto (5,6)             | Rosanna De Giovanni (3,0)     | Glauco Mo (1,0)               | Osvaldo Torrengo (1,1)       |                        |

## Lombardia
| Collegio                    | Candidati                          | Candidati                      | Candidati                            | Candidati                  | Candidati                   | Candidati                        | Candidati                       | Candidati                                | Candidati                    | Candidati                                    | Candidati                    | Candidati                       | Candidati                      |
| Collegio                    | L'Ulivo                            | Casa delle Libertà             | Partito della Rifondazione Comunista | Italia dei Valori          | Democrazia Europea          | Lista Pannella-Bonino            | Fiamma Tricolore                | Lega per l'Autonomia - Alleanza Lombarda | Forza Nuova                  | Partito Pensionati                           | Liberaldemocratici Basta     | Partito Liberale Popolare       | Va' pensiero Padania           |
| --------------------------- | ---------------------------------- | ------------------------------ | ------------------------------------ | -------------------------- | --------------------------- | -------------------------------- | ------------------------------- | ---------------------------------------- | ---------------------------- | -------------------------------------------- | ---------------------------- | ------------------------------- | ------------------------------ |
| Milano 1                    | Battista Onofrio Amoruso (30,1)    | Marcello Dell'Utri (46,1)      | Umberto Gay (5,3)                    | Roberto Grecchi (2,8)      | Maurizio Bruni (1,2)        | Emma Bonino (9,5)                | Augusto Annovazzi (1,3)         | Aldo Martello (2,0)                      | Marzio Gozzoli (0,3)         | Pericle Giuseppe Alessandro Berlusconi (1,2) | Umberto Faccini (0,1)        | Flavio Vettorel (0,1)           |                                |
| Milano 2                    | Giorgio Eugenio Malagoli (33,9)    | Gianpiero Carlo Cantoni (49,2) | Giuseppina Bagnoli Jone (4,7)        | Emanuele Giusti (3,1)      | Filippo Meda (0,7)          | Pasquale Quinto (3,8)            | Attilio Carelli (1,1)           | Cesare Gildo Silipo (1,6)                | Gabriella Fortuna (0,3)      | Florida Longhi (0,9)                         | Massimo Pighetti (0,1)       | Mariella Della Vedova (0,1)     | Virginio Carnevali (0,5)       |
| Milano 3                    | Felice Carlo Besostri (32,2)       | Riccardo De Corato (51,2)      | Franco Calamida (4,5)                | Ernesto Nobili (3,1)       | Franco Fiorentini (0,7)     | Sergio Stanzani Ghedini (4,2)    | Salvatore Bocchieri (0,9)       | Ernesto Tringali Vieri (1,8)             | Rodolfo Piva (0,2)           | Armando Corbo (1,0)                          | Mariano Rao (0,1)            | Italo Petrani (0,1)             |                                |
| Milano 4                    | Antonio Duva (34,0)                | Raffaele Iannuzzi (46,3)       | Patrizia Bortolini (6,4)             | Roberto De Mattia (3,7)    | Mario De Giuli (0,7)        | Paola Pitrelli (2,9)             | Roberto Stanga (1,3)            | Giuseppe Cuschera (2,3)                  | Bruno Merzek (0,3)           | Giuseppe Farina (1,2)                        | Ida Riglietti (0,1)          | Angelo Baraggia (0,2)           | Renzo Oropesa (0,6)            |
| Milano 5                    | Gianfranco Pagliarulo* (35,9)      | Sergio Travaglia (44,0)        | Luigi Malabarba * (6,8)              | Angelo Secchi (3,8)        | Attilio Bigatello (0,7)     | Emiliano Cecinelli (2,8)         | Gianluigi Giussani (1,3)        | Luciano Domenico (2,4)                   | Rocco Apicella (0,3)         | Bonaria Aresu (1,1)                          | Remo Pizzardi (0,1)          | Maggiorino Cecchetto (0,2)      | Giuseppe Frattini (0,6)        |
| Milano - Sesto San Giovanni | Antonio Pizzinato* (38,7)          | Antonio Del Pennino (42,9)     | Aurelio Crippa (6,1)                 | Claudio Zucchi (3,4)       | Giuseppe Mandelli (1,1)     | Luciano Cavagnaro (2,6)          | Fabrizio Anile (1,1)            | Corrado Sacerdote (2,3)                  | Marzio Gallina (0,3)         | Egidio Vergine (1,2)                         | Luciano Bertelli (0,2)       | Giuseppe Babbini (0,1)          |                                |
| Lodi                        | Giancarlo Piatti* (36,2)           | Romano Comincioli (43,5)       | Giuseppe Torri (5,9)                 | Suzanne Caillet (2,6)      | Pietro Segalini (1,7)       | Guido Biancardi (2,2)            | Giuseppe Salvagna (1,0)         | Giacomina Nodari (4,1)                   | Gian Mario Invernizzi (0,5)  | Lino Miserotti (1,3)                         | Guido Cupolo (0,1)           | Giorgio Zanella (0,2)           | Flavio Luigi Carretta (0,7)    |
| Rozzano                     | Ornella Piloni* (36,0)             | Antonino Caruso (46,2)         | Fausto Cò (6,2)                      | Antonio Colosimo (2,9)     | Giovanni Izzo (0,6)         | Augusto Magnone (2,7)            | Giancarlo Cavalli (1,0)         | Giuseppina Melfa (2,1)                   | Maurizio Bernasconi (0,5)    | Fermo Crippa (0,9)                           | Carmela Caliandro (0,1)      | Giuseppe Ghezzi (0,2)           | Franco Graticola (0,6)         |
| Abbiategrasso               | Gian Angelo Mainini (33,0)         | Franco Servello (46,4)         | Annunciata Fontana (5,3)             | Umberto Lacchetti (2,9)    | Massimo Gargiulo (1,3)      | Francesca Merlo (2,1)            | Giuseppe Troyer (0,9)           | Giuseppe Grandi (5,3)                    | Massimo Spirolazzi (0,3)     | Annunziata Fortunati (1,0)                   | Osvaldo Rabizzi (0,2)        | Adalberto Ciollaro (0,1)        | Fernando Uggeri (1,2)          |
| Rho                         | Roberto Biscardini (35,2)          | Giuseppe Valditara (44,2)      | Mario Anzani (5,6)                   | Roberto Borgio (3,4)       | Vito Volpe (0,9)            | Giovanni Bonsignore (2,4)        | Vincenzo Bellia (1,0)           | Silvana Danesi (4,5)                     | Giorgio Cingolani (0,3)      | Sandro Chigorno (0,9)                        | Roberto Dognini (0,2)        | Cristiano Colzi (0,2)           | Alfredo Croci (1,1)            |
| Bollate                     | Alessandro Pollio Salimbeni (35,3) | Cesarino Monti (44,5)          | Ernesto Cairoli (6,0)                | Alfredo Toppeta (3,1)      | Paolo Lazzati (1,1)         | Gaetana De Marco (2,6)           | Valter redaelli (1,0)           | Marco Ingrassia (4,7)                    | Silvio Rizzo (0,3)           | Maria Grazia Piazza (1,1)                    | Alessandro Serra (0,2)       | Camillo Bonacini (0,1)          |                                |
| Cinisello Balsamo           | Patrizia Toia* (40,6)              | Alberto Zorzoli (41,6)         | Giovanni Pesce (5,7)                 | Nicola Veltri (3,3)        | Mario Marrone (0,7)         | Maurizio Gennaro (2,3)           | Grazia Miccoli (0,9)            | Severino Alberti (3,4)                   | Maurizio Falletta (0,2)      | Adriana Businaro (1,0)                       | Mauro Usai (0,2)             | Vittoria Pavonaro (0,1)         |                                |
| Seregno                     | Luigi Mariani (29,6)               | Enrico Rizzi (49,4)            | Pier Angelo Guagnetti (3,9)          | Luigi Rocco (2,7)          | Marcello Di Tondo (1,3)     | Elisabetta Potthoff (2,2)        | Armenio Daniele Angrisani (0,9) | Federico Barni (6,4)                     | Alfonsa Proietto (0,2)       | Alfa Orlandi (0,9)                           | Fiorenzo Gregorini (0,2)     | Alberto Ermenegildo Cantù (0,1) | Flavio Tremolada (2,1)         |
| Monza                       | Emanuela Baio Dossi* (35,4)        | Alfredo Mantica (46,0)         | Roberto Cocevari (4,1)               | Salvatore Cardillo (2,5)   | Curzio Villa (1,6)          | Alessandro Litta Modignani (2,7) | Alberto Giuliano Longoni (0,9)  | Giancarlo Palmieri (3,7)                 | Sergio Gozzoli (0,3)         | Angelo Nillo (0,9)                           | Ercole Maestro (0,1)         | Daniela Pecoraro (0,1)          | Giorgio Brambilla (1,7)        |
| Melzo                       | Loris Giuseppe Maconi* (38,4)      | Luigi Scotti (41,5)            | Luca Rodda (5,3)                     | Egidio Ronchi (3,0)        | Fabrizio Carrera (1,3)      | Anna Maria Bertolini (2,4)       | Maurizio Gargallo (1,0)         | Dino Protasoni (4,8)                     | Salvatore Giglio (0,3)       | Felice Fumagalli (1,7)                       | Luigino Golin (0,1)          | Roberto Ghilardi (0,2)          |                                |
| Cologno Monzese             | Natale Ripamonti* (36,4)           | Enrico Pianetta (44,8)         | Antonello Patta (5,6)                | Santi Epasto (3,1)         | Claudio Viganò (1,1)        | Piera D'Aquino (2,8)             | Roberto Bruno Passerà (1,0)     | Giuseppe Della Torre (3,0)               | Ricciotti Valenti (0,3)      | Giovanni Lomartire (0,9)                     | Lucio Galvagno (0,1)         | Diego Volpe Pasinie (0,2)       | Roberto Grugnetti (0,7)        |
| Varese                      | Manolo Marzaro (31,1)              | Piero Pellicini (45,8)         | Fabio Minazzi (3,9)                  | Alessandro Milani (3,0)    | Antonio Maria Pivetta (1,1) | Lorenzo Strik Lievers (2,3)      | Dario Frattini (1,4)            | Giulio Bonfadini (5,4)                   | Alvaro Fumagalli (0,4)       | Giuseppe Liverani (1,1)                      | Raffaele Grillo (0,2)        | Giovanni Motta (0,3)            | Giuseppe Leoni (3,9)           |
| Gallarate                   | Maurizio Ampollini (30,4)          | Luigi Peruzzotti (46,9)        | Claudio Fumagalli (4,6)              | Franco Lualdi (3,1)        | Rinaldo Bianchi (1,7)       | Franca Angiolillo (2,3)          | Piergiorgio Vitali (1,3)        | Mariarosa Macchi (7,8)                   | Fabio Del Bergiolo (0,3)     | Gianfranco Gotti (1,2)                       | Marcello Guidotti (0,2)      | Franco Biscotto (0,2)           |                                |
| Busto Arsizio               | Giovanni Canziani (29,6)           | Antonio Tomassini (46,6)       | Virginio Bettini (4,6)               | Gilberto Lanfranco (3,5)   | Giovanni Pedrinelli (2,1)   | Donatella Furlan (2,3)           | Vincenzina Tacca (0,9)          | Pierangelo Brivio (6,3)                  | Umile Aiello (0,3)           | Egidia Baratta (0,9)                         | Adelio Fantinelli (0,2)      | Bruno Biasini (0,2)             | Tullio Bossetti (2,5)          |
| Como                        | Aniello Rinaldi (29,5)             | Celestino Pedrazzini (48,4)    | Ivano Gabaglio (4,0)                 | Fabio Fontana (3,1)        | Angelo Pipero (1,4)         | Giorgio Inzani (2,6)             | Silvano Bussetti (1,6)          | Valeria Pezzoni (7,5)                    | Livio Cosciani (0,3)         | Ernesto Bazzago (1,1)                        | Roberto Zagatti (0,2)        | Maria Luraschi (0,7)            |                                |
| Cantù                       | Graziano Ballabio (31,0)           | Graziano Maffioli (45,7)       | Giancarlo Galli (3,8)                | Adriano Crepaldi (3,1)     | Leopoldo De Filippi (1,4)   | Claudio Malfatto (2,0)           | Vittorio Boleso (1,1)           | Tiziano Gimondi (8,2)                    | Marzio Necchi (0,3)          | Rosalba Nola (1,0)                           | Salvatore Senia (0,2)        | Elvio Conti (0,2)               | Alberto Bosisio (2,0)          |
| Brescia                     | Pierluigi Petrini* (37,0)          | Paolo Guzzanti (42,8)          | Dino Bozzi (4,9)                     | Salvatore Palmirani (3,0)  | Pierfranco Spano (1,3)      | Corradina Giarrizzo (2,3)        | Adriano Bosio (1,2)             | Arrigo Varano (4,6)                      | Maria Sereno Favento (0,2)   | Franco Ranzenigo (1,4)                       | Giovanna Petriccione (0,2)   | Fiorino Donina (0,2)            | Giuseppe Quanto (0,9)          |
| Lumezzane                   | Alessandro Bonomelli (33,6)        | Guglielmo Castagnetti (41,8)   | Marino Zappa (4,1)                   | Giuseppe Zani (3,4)        | Francesco Filippini (1,6)   | Livio Frediani (1,4)             | Cesare Pasotti (1,0)            | Paolo Pedersoli (9,1)                    | Roberto Rella (0,3)          | Maria Catto (1,0)                            | Roberto Bianchi (1,0)        | Piero Raineri (0,3)             | Gianluigi Lombardi Cerri (1,4) |
| Desenzano del Garda         | Adelio Zanelli (32,5)              | Francesco Tirelli (44,8)       | Angelo Bera (4,4)                    | Giampaolo Allegro (3,3)    | Daniele Roscia (1,9)        | Angelo Lo Bartolo (2,0)          | Marzio Zilioli (1,5)            | Eva Rossi De Paoli (7,2)                 | Flavio Traversa (0,3)        | Aldo Ferri (1,7)                             | Gianfranco Sandrini (0,3)    | Silvano Sussi (0,2)             |                                |
| Chiari                      | Dante Buizza (30,6)                | Sergio Agoni (45,7)            | Pietro Magra (3,8)                   | Giovanni Trovato (3,1)     | Roberto Bonomi (2,6)        | Carlo Finazzi (1,8)              | Ezio Torchiani (1,1)            | Raffaele Carbotta (8,2)                  | Maurizio Morosini (0,3)      | Graziella Spallina (2,4)                     | Emilio Cupolo (0,2)          | Giancarlo Orini (0,2)           |                                |
| Suzzara                     | Franco Danieli (38,6)              | Massimo Pini (37,5)            | Fulvio Grimaldi (6,6)                | Giovanni Robusti (3,0)     | Massimo Araldi (3,9)        | Giorgio Giovanzana (1,6)         | Massimo Confalioneri (1,5)      | Giorgio Steccanella (5,0)                | Alberto Paina (0,3)          | Nestore Parati (1,7)                         | Domenico Checchi (0,1)       | Faustino Loda (0,2)             |                                |
| Mantova                     | Anna Donati (42,1)                 | Francesca Scopelliti (38,3)    | Edo Rossi (5,9)                      | Mauro Pedrazzoli (2,7)     | Mario Madella (1,9)         | Giuliano Longfils (2,0)          | Ferdinando Pasetto (1,8)        | Angelo Adamo (3,3)                       | Mario Di Giovanni (0,3)      | Giacinto Boldrini (1,2)                      | Eugenio Ferrari (0,2)        | Giuseppe Chiericati (0,2)       |                                |
| Cremona                     | Angelo Rescaglio (35,0)            | Lamberto Grillotti (41,8)      | Pietro Morini (5,5)                  | Marco Emilio Arisi (2,9)   | Luciano Capetti (2,1)       | Secondo Maffini (2,1)            | Giacomo Mondini (1,1)           | Giuseppe Formenti (5,4)                  | Ermanno Gandolfi (0,3)       | Giuseppe Italia (2,5)                        | Alessandro Magnani (0,2)     | Giorgio Conca (0,2)             | Italico Maffini (1,1)          |
| Pavia                       | Tullio Montagna (34,9)             | Luigi Fabbri (44,8)            | Emma Costanza Pace (5,7)             | Vincenzo Vigna (2,9)       | Giorgio Crispini (1,4)      | Guido Rizzi (2,6)                | Gianfranco La Vizzera (1,3)     | Giovanmaria Pedersoli (3,6)              | Walter Giuseppe Carena (0,3) | Emilia Fermi (1,2)                           | Ugo Claudio Maggioni (0,2)   | Diego Alberti Alberti (0,2)     | Enzo Casali (1,2)              |
| Vigevano                    | Maurizio Donato (32,2)             | Domenico Contestabile (47,4)   | Giuseppe Carlo Abbà (6,2)            | Carmelo Tindiglia (2,4)    | Giovanni Valmori (1,4)      | Elvira Lezzi (2,4)               | Giovanni Bottazzi (1,5)         | Maria Piccapietra Gadola (3,5)           | Giuseppe Fassardi (0,7)      | Donatella Cauzzi (1,0)                       | Maria Mianulli (0,3)         | Massimo Demarziani (0,2)        | Giampiero Maria Zetti (1,0)    |
| Bergamo                     | Giancarlo Zilio (33,7)             | Vittorio Pessina (40,8)        | Milvo Ferrandi (3,7)                 | Goffredo Cassader (4,0)    | Giorgio Zaccarelli (2,4)    | Agostino Vanoli (2,3)            | Riccardo Micalef (1,2)          | Sergio Gosio (7,4)                       | Cesare Carobbio (0,3)        | Mario Giannetta (2,2)                        | Maria Granelli (0,1)         | Giuseppe Angippi (0,1)          | Orfeo Schincariol (1,9)        |
| Albino                      | Daniela Carminati (28,8)           | Roberto Calderoli (44,2)       | Paolo D'Amico (3,2)                  | Valerio Carrara* (4,7)     | Nicola Gritti (2,7)         | Claudia Clelia Girombelli (1,7)  | Piergirolamo Caseri (0,8)       | Elidio De Paoli* (11,5)                  | Piero Martinoli (0,3)        | Geromina Velli (1,8)                         | Giuseppe Belotti (0,3)       | Mario Venturini (0,1)           |                                |
| Treviglio                   | Carla Bonfichi (28,4)              | Ettore Pirovano (43,6)         | Vittorio Armanni (3,8)               | Remo Fiorita (3,3)         | Chantal Lucchi (2,3)        | Emilia Gioia (2,0)               | Emilio Sant'Ambrogio (1,1)      | Giovanni Riva (10,2)                     | Ferruccio Rozzoni (0,4)      | Carlo Fatuzzo (4,5)                          | Luciano Bellini (0,2)        | Giuseppe vismara (0,2)          |                                |
| Sondrio                     | Enrico Dioli (28,0)                | Fiorello Provera (52,1)        | Eugenio Maria Buzzetti (3,0)         | Giovanni Agostini (2,7)    | Oliviero Barbetta (1,6)     | Enea Sansi (2,3)                 | Giuseppe Boletta (1,0)          | Luigina De Paoli (7,3)                   | Giuseppe Romualdi (0,5)      | Giovanni Vitale (1,1)                        | Fausto Bonetti (0,2)         | Giovanni Leusciatti (0,2)       |                                |
| Lecco                       | Italo Bruseghini (35,2)            | Roberto Castelli (41,7)        | Francewsco Colotta (3,7)             | Gian Carlo Valsecchi (3,8) | Giuseppe Barlassina (1,8)   | Olivia Ratti (2,1)               | Caterina redaelli (1,0)         | Giancarlo Rovetta (8,7)                  | Laura Guglielmi (0,3)        | Aquilino Gargantini (1,4)                    | Giuseppe Pellegrinelli (0,2) | Enrico Monici (0,1)             |                                |

## Trentino - Alto Adige
| Collegio          | Candidati                   | Candidati                | Candidati                            | Candidati                    | Candidati                | Candidati                       | Candidati              | Candidati                     |
| Collegio          | L'Ulivo                     | Casa delle Libertà       | Partito della Rifondazione Comunista | Italia dei Valori            | Lista Pannella-Bonino    | Südtiroler Volkspartei          | SVP-L'Ulivo            | Die Freiheitlichen            |
| ----------------- | --------------------------- | ------------------------ | ------------------------------------ | ---------------------------- | ------------------------ | ------------------------------- | ---------------------- | ----------------------------- |
| Bolzano           |                             | Adriana Pasquali (33,9)  | Fabio Visentin (3,6)                 | Viviana Delli Zotti (4,9)    | Enrico Hell (3,0)        |                                 | Oskar Peterlini (54,6) |                               |
| Merano            | Rudolf Schopp (13,0)        | Gilberto Giottoli (12,0) | Carmen Benelli (0,8)                 | Carmen Chiocchetti (1,8)     | Umberto Adami (0,8)      | Alois Kofler (67,5)             |                        | Eva Trockner Gutweniger (4,2) |
| Bressanone        | Leander David Moroder (9,0) | Kurt Pancheri (7,7)      | Danila Lucia Carrara (0,4)           | Maria Letizia Bertotti (0,9) | Paolo Milanese (0,6)     | Helga Thaler Ausserhofer (79,4) |                        | Andreas Brugger (2,1)         |
| Trento            |                             | Ivo Tarolli* (41,8)      | Agostino Catalano (4,2)              | Bruno Firmani (7,3)          | Walter Pili (3,3)        |                                 | Mauro Betta (43,4)     |                               |
| Rovereto          |                             | Giacomo Santini (41,1)   | Roberto Santorum (5,0)               | Angelo Trainotti (6,7)       | Edgardo De Angelis (2,6) |                                 | Renzo Michelini (44,7) |                               |
| Pergine Valsugana |                             | Renzo Gubert (46,7)      | Enrico Maria Massucci (3,0)          | Pierluigi Alberti (6,6)      | Alessandro Gadler (2,5)  |                                 | Renzo Anderle (40,9)   | Raoul De Grossi (0,4)         |

## Veneto
| Collegio                    | Candidati                | Candidati                           | Candidati                            | Candidati                  | Candidati                       | Candidati                      | Candidati                  | Candidati                     | Candidati                       | Candidati                        |
| Collegio                    | L'Ulivo                  | Casa delle Libertà                  | Partito della Rifondazione Comunista | Italia dei Valori          | Democrazia Europea              | Lista Pannella-Bonino          | Fiamma Tricolore           | Liga Fronte Veneto            | Va' pensiero Padania            | Altri                            |
| --------------------------- | ------------------------ | ----------------------------------- | ------------------------------------ | -------------------------- | ------------------------------- | ------------------------------ | -------------------------- | ----------------------------- | ------------------------------- | -------------------------------- |
| Venezia - Spinea            | Tiziano Treu (41,6)      | Alberto Mazzonetto (38,1)           | Paolo Cacciari (8,0)                 | Nicola Funari (3,8)        | Lorenzo Lastella (2,0)          | Piero Piccolo (2,9)            | Aurelio D'Alessio (1,8)    | Giampaolo Pighin (1,9)        |                                 |                                  |
| Venezia - San Donà di Piave | Marcello Basso* (38,3)   | Luciano Falcier (41,6)              | Brunello Fogagnoli (4,5)             | Rosario Florio (3,3)       | Giulio Marusso (1,8)            | Stefano Faccini (2,3)          | Ennio Mazzon (3,1)         | Roberto Porcù (2,7)           | Camillo Paludetto (2,4)         |                                  |
| Chioggia                    | Giovanni Crema* (39,0)   | Ugo Bergamo (39,8)                  | Corrado Pinosio (6,3)                | Luciano Zennaro (4,2)      | Ezio Ordigoni (2,2)             | Paolo Padovese (2,2)           | Rudi Penzo (1,7)           | Giorgio Bazzi (2,1)           | Giorgio Garbin (2,0)            | Giuseppe Boscolo (Boscolo) (0,6) |
| Treviso                     | Ernesto Brunetta (33,8)  | Piergiorgio Stiffoni (46,0)         | Sergio Carlucci (2,5)                | Paride Orfei (4,2)         | Lino Sartori (3,1)              | Sergio Calvetti (1,2)          | Giancarlo Bianconi (0,5)   | Pierluigi Guidolin (6,4)      |                                 |                                  |
| Vittorio Veneto             | Anna Spinnato (27,9)     | Gian Pietro Favaro (45,6)           | Edoardo Bordignon (2,9)              | Fiorenzo Posocco (4,2)     | Fiorenzo Silvestri (3,2)        | Claudio Clemente (2,1)         | Loris Zamperoni (1,7)      | Graziano Frare Beltrame (7,4) | Mario Rosset (5,0)              |                                  |
| Conegliano                  | Graziano Carnelos (29,5) | Carlo Archiutti (45,9)              | Italo Zanchetta (2,9)                | Eduardo Rina (4,1)         | Walter Bianco (2,7)             | Paola Scaramuzza (2,1)         | Alessandro Toffoloni (1,5) | Orlando Lunardelli (6,8)      | Gian Luigi Casagrande (4,5)     |                                  |
| Belluno                     | Paolo Bertezzolo (32,7)  | Walter De Rigo (42,8)               | Ivan Tegner (3,5)                    | Fabrizia De Biasio (4,9)   | Roberto De Nes (2,7)            | Maria Antonietta Di Chio (2,4) | Luciano Costa (2,0)        | Franco Roccon (6,5)           | Silvano Serafini (2,7)          |                                  |
| Rovigo                      | Fabio Baratella* (38,8)  | Guido Mainardi (40,2)               | Guglielmo Brusco (6,8)               | Lorenzo Pavanello (3,0)    | Alessandro Prearo (3,6)         | Guido Barbujani (2,3)          | Vincenzo Salvatore (2,2)   | Fabio Padovan (1,8)           | Nereo Rossi (1,2)               |                                  |
| Padova - Selvazzano Dentro  | Paolo Giaretta* (40,3)   | Elisabetta Alberti Casellati (41,7) | Manlio Gaddi (3,2)                   | Germano Grassivaro (4,0)   | Giorgio Castellani (2,7)        | Alessandro Lanzerotto (2,9)    | Giovanni Gardellin (1,7)   | Giorgio Vido (2,5)            | Ferdinando Bustreo (0,9)        |                                  |
| Cittadella                  | Milvia Boselli (30,4)    | Antonio Vanzo (49,5)                | Lucio Costa (2,7)                    | Giulio Civardi (4,4)       | Flavio Frasson (4,6)            | Bruna Geremia (2,3)            |                            | Michele Munaretto (6,1)       |                                 |                                  |
| Abano Terme                 | Tino Bedin* (36,3)       | Giuseppe Gaburro (42,9)             | Daniela Rivaroli (4,0)               | Carlo Mursia (3,6)         | Aldo Bottin (4,0)               | Massimo Albertin (2,1)         | Mario Bellato (2,1)        | Giuseppe Drago (3,4)          | Renato Mercanzin (1,7)          |                                  |
| Vicenza                     | Antonio Corazzin (32,3)  | Flavio Tredese (46,1)               | Franca Bassanese (2,9)               | Francesco Di Bartolo (4,3) | Federico Formisano (2,7)        | Fiorenzo Donadello (2,3)       | Luigi Tosin (1,8)          | Ettore Beggiato (5,7)         | Pietro Canton (1,9)             |                                  |
| Bassano del Grappa          | Mauro Beraldin (28,5)    | Antonio Pasinato (47,9)             | redento Geremia (2,1)                | Bruno Trevisan (5,4)       | Luciano Lago (4,0)              | Daniele Fanchin (1,9)          | Pierantonio Androni (1,4)  | Gian Pietro Piotto (6,5)      | Natale Dal Moro (2,4)           |                                  |
| Schio                       | Luigi Dalla Via (32,4)   | Paolo Franco (44,3)                 | Urbano Boscoscuro (3,1)              | Antonino Casale (4,1)      | Gaetano Bressan (3,3)           | Gino Tarperi (1,9)             | Fabio Pretto (1,4)         | Giuseppe Segato (9,6)         |                                 |                                  |
| San Bonifacio               | Sergio Ruzzenente (29,5) | Umberto Chincarini (49,8)           | Roberto Aere (2,3)                   | Giovanni Tamà (3,3)        | Marco Antonio Cappelletti (4,4) | Carla Augusta Signorini (2,2)  | Lorenza Reschiglian (1,9)  | Fabrizio Comencini (6,7)      |                                 |                                  |
| Verona                      | Luigi Viviani* (35,6)    | Aventino Frau (46,4)                | Fiorenzo Fasoli (3,6)                | Antonio Borghesi (3,9)     | Stefano Signorini (2,8)         | Sergio Martini (2,7)           |                            | Giuliano Bettini (3,5)        | Domenico Paternoster (1,5)      |                                  |
| Villafranca di Verona       | Ivana Azzalini (26,3)    | Paolo Danieli (52,4)                | Paolo Andreoli (4,7)                 | Francesco Salvatore (3,7)  | Giuseppe Brisighella (3,8)      | Mosè Tavella (1,7)             |                            | Raffaello Ferro (4,9)         | Giovanni Battista Mariani (2,5) |                                  |

## Friuli-Venezia Giulia
| Collegio  | Candidati                          | Candidati                | Candidati                            | Candidati                   | Candidati              | Candidati                    | Candidati                                        |
| Collegio  | L'Ulivo                            | Casa delle Libertà       | Partito della Rifondazione Comunista | Italia dei Valori           | Democrazia Europea     | Lista Pannella-Bonino        | Altri                                            |
| --------- | ---------------------------------- | ------------------------ | ------------------------------------ | --------------------------- | ---------------------- | ---------------------------- | ------------------------------------------------ |
| Trieste   | Willer Bordon* (38,8)              | Giulio Camber (46,9)     | Marino Andolina (6,0)                | Claudia Lanci (2,4)         | Giuseppe Cuscito (1,7) | Nicolò Di Stefano (2,5)      | Carlo Alberto Pizzi (Terzo Polo Autonomia) (1,6) |
| Gorizia   | Miloš Budin* (40,8)                | Roberto Antonione (40,9) | Aldo Rupel (6,1)                     | Sonia Santorelli (4,5)      | Milan Koglot (3,0)     | Ugo Raza (2,8)               | Renato Fiorelli (Renato Fiorelli) (1,9)          |
| Udine     | Enzo Barazza (35,1)                | Giovanni Collino (47,6)  | Giovanni Zanetti (4,9)               | Alessandro Candriello (5,0) | Mario Furlanut (4,0)   | Tullio Mikol (3,4)           |                                                  |
| Codroipo  | Giovanni Battista Nassivera (36,3) | Francesco Moro (49,8)    | Domenico Pinto (4,8)                 |                             | Flavio Siallino (5,0)  | Gianfranco Leonarduzzi (4,1) |                                                  |
| Pordenone | Gianfranco Moretton (35,9)         | Luciano Callegaro (48,7) | Gian Luigi Bettoli (4,8)             | Vitto Claut (4,8)           | Riccardo Tomè (2,7)    | Giacomino Pippolo (3,1)      |                                                  |

## Liguria
| Collegio             | Candidati                        | Candidati                           | Candidati                            | Candidati                  | Candidati               | Candidati                           |
| Collegio             | L'Ulivo                          | Casa delle Libertà                  | Partito della Rifondazione Comunista | Italia dei Valori          | Democrazia Europea      | Lista Pannella-Bonino               |
| -------------------- | -------------------------------- | ----------------------------------- | ------------------------------------ | -------------------------- | ----------------------- | ----------------------------------- |
| Sanremo              | Manfredo Manfredi (32,5)         | Gabriele Boscetto (55,3)            | Camillo Brighenti (4,5)              | Anna Maria Panarello (3,9) | Graziano Crepaldi (1,0) | Giuseppe Maltese (2,8)              |
| Savona               | Egidio Enrico Pedrini (44,2)     | Stanislao Alessandro Sambin* (41,8) | Patrizia Turchi (5,7)                | Giancarlo Bertolazzi (3,4) | Cesare Badoino (2,3)    | Gabriella De Santi (2,8)            |
| Genova - Campomorone | Aleandro Longhi (56,2)           | Ferruccio Barnaba (29,0)            | Giordano Bruschi (7,6)               | Donato Altamura (3,4)      | Vincenzo Rondoni (1,7)  | Elisa Marchiori (2,1)               |
| Genova - Bargagli    | Nando dalla Chiesa (49,5)        | Gian Nicola Amoretti (36,6)         | Franco Zunino (6,5)                  | Giovanna Molisso (3,3)     | Alessandro Grillo (1,7) | Bruno Fedi (2,5)                    |
| Genova - Chiavari    | Francesco Martone* (37,2)        | Luigi Grillo (49,9)                 | Riccardo Cecconi (4,7)               | Giorgio Bonsignore (3,4)   | Marisa Aureli (2,1)     | Giuliana Maria Rosa Graffigna (2,7) |
| La Spezia            | Giovanni Lorenzo Forcieri (47,9) | Andrea Corrado* (38,9)              | Maurizio Graziano (6,6)              | Roberto Quber (2,7)        | Ivano Dardengo (2,2)    | Federico Favilli (1,8)              |

## Emilia - Romagna
| Collegio                      | Candidati                  | Candidati                  | Candidati                            | Candidati                     | Candidati                                    | Candidati                            |
| Collegio                      | L'Ulivo                    | Casa delle Libertà         | Partito della Rifondazione Comunista | Italia dei Valori             | Democrazia Europea                           | Lista Pannella-Bonino                |
| ----------------------------- | -------------------------- | -------------------------- | ------------------------------------ | ----------------------------- | -------------------------------------------- | ------------------------------------ |
| Forlì                         | Andrea Manzella (52,5)     | Pier Paolo Gugnoni (33,5)  | Fabrizio Rappini (6,1)               | Vincenzo Annino (2,7)         | Pier Giuseppe Bertaccini (3,0)               | Massimo Dolcini (2,7)                |
| Cesena                        | Massimo Bonavita (51,0)    | Laura Bianconi* (36,3)     | Bruno Basini (6,1)                   | Salvatore Nestola (2,9)       | Mario Russomanno (2,0)                       | Enos Sozzi (1,9)                     |
| Ravenna                       | Mauro Fabris (52,6)        | Roberto Petri (34,6)       | Ugo Boghetta (6,3)                   | Gabriele Rossi (2,7)          | Alessandro Vaccari (2,5)                     | Giovanni Maria Claudio Merendi (2,4) |
| Ferrara                       | Claudio Petruccioli (48,1) | Alberto Balboni* (39,4)    | Alessandro D'Ambrosi (5,6)           | Argentino Ferrari (2,5)       | Vittorio Cazzola (1,8)                       | Mario Zamorani (2,5)                 |
| Imola                         | Franco Chiusoli (55,3)     | Carla Rusticelli (33,2)    | Gianfranco Monducci (5,2)            | Angelo Giuseppe Mancini (2,7) | Paolo Ferrari (1,8)                          | Maurizio Zaccherini (1,8)            |
| Bologna Centro                | Giancarlo Pasquini (53,6)  | Gianluigi Magri* (35,8)    | Sofia Mattei (4,2)                   | Giancarlo Fabj (2,7)          | Francesco Maisano (1,4)                      | Luigi Contini (2,4)                  |
| Bologna - Casalecchio di Reno | Walter Vitali (55,9)       | Felice Caracciolo (32,5)   | Gilberto Volta (5,1)                 | Pier Paolo Benni (3,2)        | Bruna Pugliese (1,2)                         | Pietro Franchi (2,2)                 |
| San Giovanni in Persiceto     | Daria Bonfietti (56,1)     | Marisa Malavasi (32,3)     | Tiziano Loreti (5,4)                 | Oronzo Greco (2,7)            | Eugenio Romagnoli (1,7)                      | Nicoletta Pasquali (1,9)             |
| Modena                        | Luciano Guerzoni (57,2)    | Mauro Manfredini (31,8)    | Andrea Grazia La Padula (4,4)        | Gaetano Galli (3,0)           | Maria Livia Fornaciari Chittoni Davoli (1,5) | Elis Cavazzuti (2,1)                 |
| Sassuolo                      | Lanfranco Turci (50,9)     | Stefano Morselli (35,6)    | Giorgio Colombini (5,7)              | Maurizio Guaitoli (3,4)       | Giovanni Meldi (2,4)                         | Silvio Loris Serafini (1,9)          |
| Reggio Emilia                 | Fausto Giovanelli (58,2)   | Nadia Lanfredi (29,6)      | Pietro Braglia (5,5)                 | Angelo Cesare Plancher (3,1)  | Mario Poli (1,7)                             | Stella Borghi (1,9)                  |
| Fidenza                       | Albertina Soliani (53,4)   | Marco Eboli (33,7)         | Livio Togni* (6,4)                   | Antonio Diana (3,0)           | Giorgio Cavitelli (1,8)                      | Giuseppe Caleffi (1,8)               |
| Parma                         | Antonio Vicini (48,2)      | Vittorio Guasti* (38,5)    | Pier Paolo Novari (6,3)              | Rodolfo Maramotti (3,4)       | Antonio Balzani (1,5)                        | Attimo Azzoni (2,0)                  |
| Piacenza                      | Stefano Pareti (37,8)      | Antonio Agogliati (46,9)   | Roberto Montanari (6,3)              | Pietro Luigi Tansini (4,2)    | Gianpaolo Crespoli (2,4)                     | Werther Casali (2,4)                 |
| Rimini                        | Sergio Zavoli (47,3)       | Giampaolo Bettamio* (40,3) | Giancarlo Rossi (3,2)                | Daniela Gaudenzi (2,5)        | Maurizio Nanni (1,6)                         | Sergio Giordano (2,2)                |

## Toscana
| Firenze Nord        | Stefano Passigli (51,6)        | Marco Cellai (36,3)          | Giuseppe Banchi (5,1)         | Basilio Deiana (2,2)       | Giannozzo Pucci (2,1)    | Giancarlo Scheggi (2,3)       | Luigi Cartei (Toscana Granducale-Federalismo) (0,4) |
| Firenze - Scandicci | Lamberto Dini (57,1)           | Luca Saldarelli (30,5)       | Anna Nocentini (6,4)          | Alessandro Agostini (2,2)  | Felice Cecchi (1,7)      | Romano Capanni (2,1)          |                                                     |
| Sesto Fiorentino    | Vittoria Franco (58,8)         | Paolo Cioni (28,5)           | Roberto Cicali (7,2)          | Andrea Cantini (2,3)       | Mario Spolverini (1,7)   | Franco Aste (1,5)             |                                                     |
| Empoli              | Stefano Boco (58,5)            | Luigi Lupo (28,7)            | Claudio Bicchielli (7,4)      | Maria Pia Di Maio (2,2)    | Giorgio Sanna (1,7)      | Pierina Cecconi (1,5)         |                                                     |
| Prato               | Sauro Turroni (50,2)           | Roberto Ulivi (37,8)         | Giuliano Ciampolini (5,7)     | Antonio Daino (2,6)        | Tommaso Bisagno (2,0)    | Piero Valloni (1,6)           |                                                     |
| Pistoia             | Giorgio Tonini (47,0)          | Francesco Bosi* (40,4)       | Rosalia Billero (5,7)         | Franco Pettinato (2,5)     | Fabrizio Fabbrini (1,9)  | Roberto Giaconi (1,9)         | Valerio Gentili (Comunismo) (0,6)                   |
| Arezzo              | Monica Bettoni Brandani (50,6) | Grazia Sestini* (38,4)       | Angelo Maria Cardone (5,9)    | Angela Serraino (1,9)      | Massimo Greguccio (1,8)  | Fioravante Scognamiglio (1,6) |                                                     |
| Carrara             | Andrea Rigoni (44,8)           | Massimo Baldini* (40,8)      | Giorgio Malentacchi* (8,7)    | Andrea Barattini (2,5)     | Valerio Albisetti (1,5)  | Carlo Del Nero (1,6)          |                                                     |
| Lucca               | Patrizio Petrucci (42,7)       | Marcello Pera (45,1)         | Bruno Belluomini (5,3)        | Mariano Puxeddu (2,4)      | Paolo Giusti (2,0)       | Pierpaolo Donnarumma (1,9)    | Virginio Monti (Comunismo) (0,7)                    |
| Pisa                | Luigi Berlinguer (50,3)        | Virgilio Luvisotti (35,5)    | Ezio Paolo Menzione (7,6)     | Luigi Liguori (2,6)        | Mario Biasci (2,4)       | Icro Maremmani (1,6)          |                                                     |
| Pontedera           | Giovanni Brunale (57,5)        | Alessandro Mazzarelli (30,2) | Alessandro Frosini (6,9)      | Carlo Pepi (2,1)           | Mino Fierabracci (2,0)   | Stefano Sani (1,4)            |                                                     |
| Siena               | Franco Bassanini (55,1)        | Giovanni Buccianti (32,8)    | Alessandro Lastray (6,4)      | Pietro De Laurentiis (1,7) | Duccio Panti (2,5)       | Giulia Simi (1,6)             |                                                     |
| Livorno             | Natale D'Amico (56,2)          | Luigi Belli (30,6)           | Milziade Silvio Caprili (7,9) | Mario Gambacciani (2,3)    | Alberto Faccendoni (1,4) | Gerardo Angioli (1,6)         |                                                     |
| Grosseto            | Giuliano Amato (48,1)          | Franco Mugnai* (42,4)        | Paolo Gianardi (4,8)          | Giuliano Fedeli (1,7)      | Giuliano Carli (1,3)     | Francesco Piga (1,7)          |                                                     |

## Umbria
| Collegio          | Candidati                   | Candidati                           | Candidati                            | Candidati              | Candidati                  | Candidati                      |
| Collegio          | L'Ulivo                     | Casa delle Libertà                  | Partito della Rifondazione Comunista | Italia dei Valori      | Democrazia Europea         | Lista Pannella-Bonino          |
| ----------------- | --------------------------- | ----------------------------------- | ------------------------------------ | ---------------------- | -------------------------- | ------------------------------ |
| Perugia           | Paolo Brutti (46,1)         | Franco Asciutti* (39,9)             | Maria Rita Manfroni (6,6)            | Stelvio Zecca (3,2)    | Guido Della Torre (2,5)    | Massimo Carloni (1,7)          |
| Orvieto           | Gavino Angius (49,9)        | Stefano Moretti (38,2)              | Erminia Emprin (6,3)                 | Antonio Bellezza (2,0) | Valeriano Venturi (2,1)    | Fausto Cerulli (1,5)           |
| Città di Castello | Fiorello Cortiana (46,5)    | Eduardo Umberto Vecchiarelli (36,8) | Giovanni Bellini (10,0)              | Luigi Mariucci (2,9)   | Alessandro Trasimeni (2,3) | Paolo Ubaldini (1,4)           |
| Foligno           | Pierluigi Castellani (45,1) | Marcello Ronconi* (41,9)            | Antonio Briguori (6,2)               | Pietro Petesse (2,4)   | Sergio Grifoni (3,1)       | Mauro Fonzo (1,3)              |
| Terni             | Leopoldo Di Girolamo (49,0) | Paolo Crescimbeni (39,4)            | Attilio Urbani (6,0)                 | Alberto Liurni (2,1)   | Raffaele Natini (2,1)      | Maria Antonietta Pontani (1,5) |

## Marche
| Collegio          | Candidati                  | Candidati                  | Candidati                            | Candidati                | Candidati               | Candidati                    | Candidati                      |                                                    |
| Collegio          | L'Ulivo                    | Casa delle Libertà         | Partito della Rifondazione Comunista | Italia dei Valori        | Democrazia Europea      | Lista Pannella-Bonino        | Fiamma Tricolore               | Altri                                              |
| ----------------- | -------------------------- | -------------------------- | ------------------------------------ | ------------------------ | ----------------------- | ---------------------------- | ------------------------------ | -------------------------------------------------- |
| Ascoli Piceno     | Giovanni Ferrante (40,5)   | Amedeo Ciccanti (43,8)     | Luigi Trivellizzi (5,6)              | Giuseppe Savini (3,4)    | Gabriella Pizi (2,3)    | Tiziana Antonucci (1,5)      | Alessandro Barchetta (2,9)     |                                                    |
| Civitanova Marche | Stefano Bastianoni* (42,2) | Luciano Magnalbò (43,4)    | Giulio Simoni (5,4)                  | Abdulghani Makki (3,1)   | Mario Santoni (1,9)     | Marcello Di Chiara (1,6)     | Antonio Iacopini (2,5)         |                                                    |
| Macerata          | Mario Cavallaro (45,9)     | Alessandro Forlani* (39,4) | Maurizio Giusepponi (4,3)            | Renato Pigliacampo (3,2) | Dante D'Eugenio (2,9)   | Fernando Froldi (1,5)        | Mario Bonfigli (2,8)           |                                                    |
| Ancona            | Marina Magistrelli (51,9)  | Franco De Felice (32,1)    | Ivan Silvestrini (6,4)               | Ennio Montesi (3,2)      | sergio Capitoli (2,5)   | Massimiliano Ottaviani (1,7) | Benito Pasquarella (2,2)       |                                                    |
| Fano              | Guido Calvi (49,7)         | Andrea Venarucci (35,0)    | Carla Panajoli (5,9)                 | Agostino Palazzi (3,2)   | Fabio Uguccioni (2,2)   | Renzo Colombaroni (1,8)      | Claudio Carloni (2,3)          |                                                    |
| Pesaro            | Giuseppe Mascioni (49,6)   | Roberto Giannotti (36,0)   | Marino Ruggeri (5,4)                 | Nina Saccomandi (2,6)    | Graziano Olivieri (2,0) | Emilio Maria Briganti (1,6)  | Giovanni Massimo Rinaldi (2,2) | Lamberto Roberti (Parlamentare indipendente) (0,7) |

## Lazio
| Collegio            | Candidati                     | Candidati                                   | Candidati                            | Candidati                            | Candidati                             | Candidati                       | Candidati                      | Candidati                     | Candidati                    | Candidati |
| Collegio            | L'Ulivo                       | Casa delle Libertà                          | Partito della Rifondazione Comunista | Italia dei Valori                    | Democrazia Europea                    | Lista Pannella-Bonino           | Fiamma Tricolore               | Forza Nuova                   | Fronte Nazionale             |           |
| ------------------- | ----------------------------- | ------------------------------------------- | ------------------------------------ | ------------------------------------ | ------------------------------------- | ------------------------------- | ------------------------------ | ----------------------------- | ---------------------------- | --------- |
| Roma Centro         | Tana De Zulueta* (42,0)       | Cesare Cursi (44,7)                         | Bianca Bracci Torsi (3,4)            | Riccardo Lenzi (2,2)                 | Carlo Scognamiglio Pasini (3,0)       | Angiolo Bandinelli (2,8)        | Mario Coen Belinfanti (0,9)    | Alberto Rossi (0,2)           | Vincenzo Macedonio (0,8)     |           |
| Roma Trieste        | Franco Righetti* (40,8)       | Domenico Fisichella (47,3)                  | Agostina Ginatempo (3,5)             | Gino Bianchini (2,1)                 | Antonio Donato Fierimonte (1,9)       | Leo Solari (2,6)                | Alfio Di Marco (0,9)           | Silvio Iacomussi (0,2)        | Odoardo Gaiba (0,7)          |           |
| Roma Val Melaina    | Raffaello Fellah (39,7)       | Francesco D'Onofrio (45,5)                  | Rita Corneli (5,2)                   | Diodato Benedetto Calvo (2,9)        | Maria Bonato (1,8)                    | Aldo Ravazzi (2,5)              | Patrizia Ventrera (1,4)        |                               | Antonio De Cicco (1,0)       |           |
| Roma Collatino      | Cesare Salvi (45,7)           | Giovanni Miele (39,7)                       | Livio Maitan (5,9)                   | Sante Casini (2,9)                   | Alessandro Tommaselli (2,1)           | Valter Vecellio (1,9)           |                                | Giuseppina Antonazzi (0,2)    | Fernando Di Battista (1,4)   |           |
| Roma Prenestino     | Antonello Falomi (46,2)       | Emanuele Paratore (38,3)                    | Francesco Saverio Russo (5,9)        | Fernando Attolico (2,7)              | Nicolò Amato (2,4)                    | Laura Arconti (1,8)             | Luciano Pesce (1,2)            | Pietro Conti (0,4)            | Serafino Di Luia (1,1)       |           |
| Roma Tuscolano      | Massimo Brutti (45,2)         | Maurizio Fossati (39,8)                     | Paolo Pietrangeli (5,5)              | Remigio Del Grosso (2,7)             | Maurizio Molinaro (2,3)               | Massimo Finoia (2,0)            | Italo Fiorillo (1,1)           | Vincenza Vincenzi (0,3)       | Aldo Pennisi (1,1)           |           |
| Roma - Ciampino     | Esterino Montino* (41,4)      | Cosimo Ventucci (43,1)                      | Raul Mordenti (5,3)                  | Domenico Boiano (2,8)                | Guido D'Amico (2,2)                   | Aldo Brancacci (2,0)            | Maurizio Lucarelli (1,8)       | Daniele Dottori (0,3)         | Alfredo Moretti (1,1)        |           |
| Roma Ostiense       | Alessandro Battisti (44,5)    | Gino Moncada Lo Giudice di Monforte* (41,5) | Anna Maria Rivera (4,5)              | Gennaro Cerasuolo (2,5)              | Oliviero Bianchi (2,4)                | Massimo Cicogna (2,5)           | Giorgio Forti (1,0)            | Simonetta Torelli (0,2)       | Mario Cioffi (0,9)           |           |
| Roma - Fiumicino    | Vittorio Parola (39,1)        | Lodovico Pace (45,2)                        | Agostino Bistarelli (5,3)            | Giuliano Pelosi (2,8)                | Mario Russo (2,4)                     | Elio Pastore (2,4)              | Filippo Giannini (1,5)         | Anna Rita Romano (0,4)        | Aldo Demicheli (0,9)         |           |
| Roma Gianicolense   | Loredana De Petris (46,5)     | Carlo Alberto Ciocci (39,5)                 | Giancarlo Lannutti (4,7)             | Sergio Nicola Aldo Scicchitano (2,6) | Lorenzo Maria Gulli (2,0)             | Pasquale Billotta (2,4)         | Gennaro Gargiulo (1,1)         | Giampiero Testani (0,3)       | Paolo Temofonte (0,9)        |           |
| Roma Primavalle     | Gerardo Labellarte* (41,7)    | Giuseppe Consolo (43,3)                     | Vincenzo Simoni (5,2)                | Cosmo Picca (2,6)                    | Francesco Antonio Rosario Vinci (2,2) | Mirella Parachini (2,4)         | Bruno Bernardi (1,3)           | Massimo Fiore (0,3)           | Marcello Farina (0,9)        |           |
| Viterbo             | Antonio Capaldi (36,7)        | Michele Bonatesta (47,1)                    | Loredana Fraleone (5,1)              | Pietro Pacelli (2,3)                 | Sandrino Aquilani (3,9)               | Gino Roghi (1,5)                | Alessandro Bordoni (1,6)       | Maria Gabriella Coletta (0,4) | Giuseppe Occhini (1,5)       |           |
| Civitavecchia       | Athos De Luca (38,2)          | Learco Saporito (47,1)                      | Roberto Musacchio (5,3)              | Gerardo Giannini (2,3)               | Marco Riva (1,8)                      | Stefano Magini (2,0)            | Roberto Bevilacqua (1,7)       | Vittorio Carlucci (0,4)       | Vincenzo Alessi (1,2)        |           |
| Rieti               | Giorgio Mele (38,7)           | Angelo Maria Cicolani (45,1)                | Pietro Antonuccio (5,4)              | Gianni Colantoni (2,8)               | Mario Travaglini (2,6)                | Vincenzo D'Urbano (1,5)         | Attilio Carucci (1,8)          | Ulrico Roberto (0,4)          | Luciano Zerbini (1,7)        |           |
| Guidonia Montecelio | Mario Gasbarri* (39,9)        | Paolo Barelli (43,5)                        | Guido Mozzetta (5,5)                 | Lucio Maria Colella (3,2)            | Romualdo Buzzanca (2,7)               | Maria Teresa Montacchini (1,7)  | Mauro Urbani (1,7)             | Marcello Pasquazi (0,5)       | Samuele Conti (1,3)          |           |
| Frosinone           | Gian Franco Schietroma (36,9) | Mauro Cutrufo (44,2)                        | Francesco Giorgi (5,8)               | Pasquale Germano (2,9)               | Sandra Spaziani Turriziani (5,2)      | Paola Sanguinetti (1,3)         | Ruggero Quattrociocchi (1,4)   |                               | Filiberto Abbate (2,3)       |           |
| Cassino             | Fernando D'Amata (32,5)       | Oreste Tofani (42,5)                        | Mario Giannitelli (5,7)              | Maurizio Colacicco (3,9)             | Enzo Filippo Di Stefano (11,1)        | Pier Giuseppe Camici (1,2)      | Vincenzo Raoli (1,2)           |                               | Biagio Renato Cacciola (2,0) |           |
| Terracina           | Alessio Valente (26,1)        | Michele Forte (54,3)                        | Sergio Rossi (3,3)                   | Romano Vito (5,7)                    | Maria Rosaria Saccucci Abbate (4,5)   | Adolfa Ausiliatrice Bruno (1,6) | Adalgiso Ferrucci (1,6)        |                               | Augusto Venditti (2,9)       |           |
| Latina              | Enzo De Amicis (33,1)         | Riccardo Pedrizzi (53,7)                    | Franco Ciocca (3,4)                  | Angelo Trapella (2,7)                | Ernesto Coletta (3,1)                 | Umberto Tacconi (1,8)           | Diego Balistreri (1,3)         |                               | Loreto Domizzi (1,9)         |           |
| Velletri            | Salvatore Carteny (37,4)      | Mario Palombo (47,9)                        | Ennio Moriggi (5,3)                  | Gerardo Donato Lucente (2,1)         | Antonio Molinari (2,5)                | Romano Scozzafava (1,8)         | Francesco Giovanni Nitti (1,5) | Enzo Uffredi (0,5)            | Raffaele Lanzieri (1,0)      |           |
| Marino              | Severino Lavagnini (41,3)     | Domenico Kappler* (41,3)                    | Ruggero Vittori (5,4)                | Francesco Broglia (2,6)              | Erminio Latini (4,9)                  | Isolina Di Fabio (1,8)          | Carlo Morganti (1,2)           | Giancarlo Gonnella (0,5)      | Nunzio Brigandì (1,0)        |           |

## Abruzzo
| L'Aquila | Ottaviano Del Turco* (41,0)      | Maria Claudia Ioannucci (46,0) | Giulio Petrilli (3,8)                  | Ennio Molina (3,3)      | Sante Nardocci (2,2)        | Raimondo Felici (1,1)   | Paolo Vecchioli (2,2)     |
| Teramo   | Anna Maria Serafini (39,2)       | Rocco Salini (46,2)            | Antonio Giuseppe Silvio Iacovoni (5,4) | Roberto Petrella (2,9)  | Doriano Di Benedetto (2,8)  | Giulio Staffilani (1,4) | Piero Manucci (2,1)       |
| Pescara  | Bruno Viserta Costantini* (41,0) | Andrea Pastore (46,7)          | Roberto Lombardi (5,3)                 |                         | Ferdinando Di Giacomo (2,8) | Maurizio Rossi (2,1)    | Liborio Faricciotti (2,2) |
| Chieti   | Giovanni Legnini (40,2)          | Lucio Zappacosta (43,9)        | Pierfrancesco Bruno (4,3)              | Giovanni D'Andrea (5,2) | Amedeo D'Addario (2,8)      | Costantino Aceto (1,4)  | Berardino Ferrara (2,3)   |
| Lanciano | Tommaso Coletti (42,5)           | Nicola Fosco (40,5)            | Sante Nelio Petrocelli (4,7)           | Vittorio Di Capua (6,4) | Pietro Verì (2,5)           | Umberto Prosini (1,3)   | Antonio Demenego (2,1)    |

## Molise
| Isernia    | Marcello Veneziale (35,1) | Alfredo D'Ambrosio (42,0) | Giuseppe Pittà (3,2)            | Giancarlo Battista (7,9)   | Domenico Barbaro (8,3) | Laura Terni (1,3)      | Antonio Tommasi (2,2)  |
| Campobasso | Cinzia Dato (36,3)        | Vittorio Rizzi (35,9)     | Vincenzo Rosario De Marco (5,2) | Giuseppe Monteleone (17,0) | Costanzo Pinti (2,6)   | Fiorella Mancuso (1,3) | Antonio Piciocco (1,7) |

## Campania
| Collegio                 | Candidati                   | Candidati                         | Candidati                            | Candidati                   | Candidati                     | Candidati                             | Candidati                  | Candidati                     | Candidati                                      | Candidati                                           | Candidati |
| Collegio                 | L'Ulivo                     | Casa delle Libertà                | Partito della Rifondazione Comunista | Italia dei Valori           | Democrazia Europea            | Lista Pannella-Bonino                 | Fiamma Tricolore           | Forza Nuova                   | Altri                                          | Altri                                               |           |
| ------------------------ | --------------------------- | --------------------------------- | ------------------------------------ | --------------------------- | ----------------------------- | ------------------------------------- | -------------------------- | ----------------------------- | ---------------------------------------------- | --------------------------------------------------- | --------- |
| Napoli Centro            | Massimo Villone* (37,8)     | Francesco Pontone (46,4)          | Simona Ricciardelli (6,2)            | Filiberto Molese (2,4)      | Carlo D'Amato (2,7)           | Bruno Filippone (2,0)                 | Vittorio Lamberti (2,0)    | Aniello De Lucia (0,5)        |                                                |                                                     |           |
| Napoli Fuorigrotta       | Fulvio Tessitore (42,8)     | Salvatore Varriale (40,0)         | Enrico Angelone (7,2)                | Antonio Velonà (3,5)        | Raffaele Reina (2,4)          | Achille Della Ragione (2,1)           | Carlo Fiorillo (1,6)       | Giovanni Lezzi (0,4)          |                                                |                                                     |           |
| Napoli Arenella          | Maria Grazia Pagano (42,1)  | Michele Florino* (41,4)           | Domenico Iervolino (7,2)             | Rosario Ponticelli (3,0)    | Antonio Scuotto (2,2)         | Camillo Vittozzi (2,0)                | Gabriele Fercola (1,4)     | Alfonso Iuliano (0,7)         |                                                |                                                     |           |
| Napoli Ponticelli        | Luigi Marino (40,6)         | Salvatore Ronchi (38,9)           | Raffaele Tecce (9,7)                 | Raffaele Picardi (3,3)      | Nicola Adamo (3,1)            | Paolo Villani (1,8)                   | Gennaro Picciuti (1,9)     | Marco Macrì (0,7)             |                                                |                                                     |           |
| Pozzuoli                 | Mario Michelangeli (34,2)   | Salvatore Lauro (47,2)            | Francesco Paolo Monti (9,2)          | Gennaro De Falco (3,2)      | Ferdinando Avella (2,2)       | Giovanni Parisi (1,8)                 | Vittorio Colavitto (1,7)   | Alfredo Goglia (0,5)          |                                                |                                                     |           |
| Giugliano in Campania    | Guido De Martino (32,8)     | Gaetano Antonio Pellegrino (46,1) | Raffaele Acunzo (6,0)                | Rocco Lupoli (3,6)          | Antonio Iodice (6,5)          | Maria Grazia Giacobbo (1,5)           | Giuseppe Agliata (3,1)     | Ciro Cristiano (0,4)          |                                                |                                                     |           |
| Casoria                  | Tommaso Casillo (42,7)      | Aldo Casillo (40,2)               | Vittorio Mazzone (6,9)               | Gabriele Acanfora (2,8)     | Diamante Pacelli (3,4)        | Giuseppe Vibrato (1,4)                | Donato De Rosa (2,5)       |                               |                                                |                                                     |           |
| Pomigliano d'Arco        | Aniello Palumbo (35,2)      | Salvatore Marano (39,4)           | Tommaso Sodano* (9,8)                | Gennaro Bigliardo (4,5)     | Immacolata Verone (7,5)       | Zaccaria Oreste Pompeo Albarano (1,4) | Vito Nigro (1,7)           | Salvatore Tardi (0,5)         |                                                |                                                     |           |
| Nola                     | Sabatino Sant'Angelo (27,4) | Antonio Iervolino (47,9)          | Paolino Fusco (3,6)                  | Felice Antonio Parisi (3,3) | Carmine Sommese (14,5)        | Maria Angela Pisano (1,3)             | Riccardo De Rosa (1,5)     | Pasquale Scognamiglio (0,5)   |                                                |                                                     |           |
| Torre del Greco          | Giuseppe Scalera (43,2)     | Antonio Girfatti* (40,3)          | Michele Peluso (4,9)                 | Gennaro Di Martino (4,2)    | Paolo Magliulo (4,4)          | Luigi Cirillo (1,5)                   | Antonio Perrot (1,3)       | Raffaele Verdicchio (0,3)     |                                                |                                                     |           |
| Castellammare di Stabia  | Aniello Di Nardo (35,4)     | Luigi Bobbio (37,5)               | Giovanni Spagnuolo (5,1)             | Francesco Coccia (3,8)      | Bruno De Stefano (13,0)       | Vincenzo Cappiello (1,2)              | Alfonso Attanasio (3,6)    | Giovanni Natella (0,4)        |                                                |                                                     |           |
| Portici                  | Aniello Formisano (41,3)    | Salvatore Manfellotti (39,7)      | Salvatore Iacomino (8,6)             | Luisa Papa (2,8)            | Ferdinando Scognamiglio (4,2) | Ciro Panariello (1,7)                 | Fulvio Perna (1,3)         | Domenico Sorrentino (0,4)     |                                                |                                                     |           |
| Caserta                  | Gaetano Pascarella* (37,4)  | Luigi Compagna (38,6)             | Aldo Mosca (6,0)                     | Francesco Nigro (4,3)       | Nicola Martino (8,2)          | Bruno Iorio (1,5)                     | Michele Falcone (2,1)      | Domenico Moronese (0,6)       | Vito Savinelli (Giustizia-Progresso) (0,6)     | Umberto Della Rocca (Movimento delle Libertà) (0,7) |           |
| Aversa                   | Vincenzo Falco (32,6)       | Pasquale Giuliano (46,9)          | Giovanni Pirozzi (4,7)               | Salvo Sagliocco (3,4)       | Luigi Scalzone (7,8)          | Ersilia Tufano (0,9)                  | Vincenzo De Simone (2,0)   | Domenico D'Elena (1,3)        |                                                |                                                     |           |
| Santa Maria Capua Vetere | Basilio Mazzarella (33,2)   | Emiddio Novi (47,6)               | Renato Delle Femine (4,2)            | Pietro Della Corte (3,5)    | Bernardo Pirollo (6,2)        | Antonio Della Rocca (1,3)             | Battista Izzo (2,4)        | Giovanna De Biaso (0,7)       | Luigi Maiorano (Movimento delle Libertà) (0,9) |                                                     |           |
| Benevento                | Davide Nava (35,7)          | Cosimo Izzo (44,7)                | Alfonsina Palumbo (3,6)              | Abbele Di Lonardo (4,8)     | Alberto Simeone (7,0)         | Angelo Pirozzi (1,3)                  | Gennaro Bruno (1,8)        | Nunzio Pagliuca (1,1)         |                                                |                                                     |           |
| Ariano Irpino            | Angelo Flammia (39,1)       | Luigi Franza (37,9)               | Giovanni Maraia (4,3)                | Edmondo Pugliese (4,4)      | Concetta De Vitto (11,0)      | Edoardo Massaro (1,0)                 | Generoso Martino (1,7)     | Gerardo Iuliano (0,6)         |                                                |                                                     |           |
| Avellino                 | Nicola Mancino (51,2)       | Felice Fioretti (35,9)            | Nicola Servodio (4,1)                | Bruno Faraone (2,4)         | Bruno Cosentino (3,0)         | Giuseppe Stolfa (1,4)                 | Vitantonio Lippo (2,0)     |                               |                                                |                                                     |           |
| Agropoli                 | Ettore Liguori* (41,5)      | Leonzio Borea (43,3)              | Vincenzo Gaetano Gallo (3,5)         | Antonio Scorzelli (2,0)     | Carmine Capaldo (6,2)         | Giacinto Curcio (1,7)                 | Carlo Pirfo (1,8)          |                               |                                                |                                                     |           |
| Battipaglia              | Roberto Napoli (33,5)       | Gaetano Fasolino (48,8)           | Vincenzo Paudice (5,0)               | Gerardo Felice Parisi (3,5) | Giuseppe Palo (4,9)           | Donato Antonio Fiorillo (1,3)         | Fulvio Caporale (2,4)      | Massimo Russo De Cerame (0,6) |                                                |                                                     |           |
| Salerno                  | Roberto Manzione* (39,9)    | Vincenzo Demasi (43,0)            | Claudio Milite (4,7)                 | Lucio Barone (3,3)          | Carmine Pepe (4,7)            | Vincenzo Scannapieco (1,8)            | Alfonso Luigi Venosi (2,1) | Elena Cerino (0,5)            |                                                |                                                     |           |
| Nocera Inferiore         | Giovanni Iuliano (34,1)     | Carmine Cozzolino (40,1)          | Carlo Tortora (4,2)                  | Nicola Malinconico (2,3)    | Francesco Salzano* (15,5)     | Biagio Crescenzo (1,5)                | Francesco Cotini (2,3)     |                               |                                                |                                                     |           |

## Puglia
| Collegio            | Candidati                     | Candidati                            | Candidati                              | Candidati                            | Candidati                         | Candidati                        | Candidati                           | Candidati                     | Candidati                                                 | Candidati |
| Collegio            | L'Ulivo                       | Casa delle Libertà                   | Partito della Rifondazione Comunista   | Italia dei Valori                    | Dem.Eur.–Soc.Aut.                 | Lista Pannella-Bonino            | Fiamma Tricolore                    | Lega d'Azione Meridionale     | Altri                                                     |           |
| ------------------- | ----------------------------- | ------------------------------------ | -------------------------------------- | ------------------------------------ | --------------------------------- | -------------------------------- | ----------------------------------- | ----------------------------- | --------------------------------------------------------- | --------- |
| Bari Centro         | Michele Amoruso (37,5)        | Ettore Bucciero (47,1)               | Pasquale Martino (3,8)                 | Saverio Cantatore (3,8)              | Filippo Barattolo (3,6)           | Nicola Caldarulo (1,9)           | Giuseppe Incardona (1,9)            | Vito Petino (0,4)             |                                                           |           |
| Bari - Bitonto      | Vito Carella (35,7)           | Giuseppe Degennaro (46,1)            | Antonio Di Matteo (4,1)                | Giuseppe Mario Vito Didonna (4,6)    | Antonio Lisanti (5,3)             | Giulio Aldo D'Angelo (1,4)       | Cosimo Longo (1,9)                  | Pietro Cesare Mangione (0,2)  | Piero Reale (Lista Filograna per il Salento) (0,7)        |           |
| Molfetta            | Guglielmo Minervini (36,5)    | Antonio Azzollini (45,7)             | Vincenzo Ciani (6,8)                   | Cataldo Manzi (3,0)                  | Francesco Contò (4,8)             | Maria De Benedittis (1,2)        | Raffaele Francesco Pellegrini (1,8) | Vito Maggio (0,2)             |                                                           |           |
| Andria              | Leonardo Maffione (34,8)      | Filomeno Biagio Tatò (45,7)          | Maria Campese (6,4)                    | Pietro Paolo Mennea (7,2)            | Salvatore Tupputi (3,3)           | Andrea Giuseppe Gentile (1,1)    | Sandro Marano (1,3)                 | Ciro Sorvillo (0,2)           |                                                           |           |
| Altamura            | Ida Maria Dentamaro* (40,8)   | Giuseppe Onorato Benito Nocco (43,6) | Laura Marchetti (4,9)                  | Giovanni Ricciardi (3,2)             | Tommaso Marroccoli (4,2)          | Giuseppe La Pietra (1,0)         | Angelo Matteo Genghi (2,2)          | Cosmo Ressa (0,2)             |                                                           |           |
| Monopoli            | Nicola Putignano (37,9)       | Mario Greco (46,9)                   | Aldo Binosi (2,9)                      | Giuseppe Pietro Gregorio Misto (5,5) | Martino Sportelli (3,3)           | Pasquale Tria (1,4)              | Angelo Custodero (1,8)              | Giuseppe De Lucia (0,3)       |                                                           |           |
| Lecce               | Alberto Maritati* (41,3)      | Salvatore Meleleo (43,8)             | Antonio Maria Moscato (2,5)            | Gilberto Bianco (2,7)                | Paolo Stefanelli (4,8)            | Francesco De Notariis (1,3)      | Luigi Ianne (2,4)                   | Francesco Sperduto (0,4)      | Pasquale Dante (Lista Filograna per il Salento) (0,8)     |           |
| Nardò               | Maria Rosaria Manieri* (41,5) | Francesco Chirilli (42,3)            | Apollonio Tundo (3,3)                  | Carlo Madaro (5,0)                   | Giuseppe D'Oria (3,9)             | Giuseppe Napoli (1,0)            | Giuseppe Piccinni (2,0)             | Cesare Colizzi (0,2)          | Giuseppe Orlando (Lista Filograna per il Salento) (0,9)   |           |
| Casarano            | Claudio Casciaro (35,9)       | Rosario Giorgio Costa (42,7)         | Vincenzo Annunziata (2,6)              | Maria Isernia Filograna (2,1)        | Pantaleo Provenzano (1,4)         | Sebastiano Cannata (1,0)         | Salvatore Miscuglio (2,0)           | Giovanni Pisacane (0,3)       | Eugenio Filograna (Lista Filograna per il Salento) (12,0) |           |
| Taranto             | Giovanni Battafarano* (38,2)  | Giuseppe Semeraro (41,7)             | Francesco Paolo Voccoli (4,0)          | Pasquale Basile (2,7)                | Nicola Bruni (2,0)                | Giuseppe Bonamassa (1,3)         | Raffaele De Cataldis (1,4)          | Antonio Pappalardo (8,7)      |                                                           |           |
| Martina Franca      | Rocco Vito Loreto (34,5)      | Pasquale Nessa (46,2)                | Preneste Anzolin (4,9)                 | Pasquale D'Erchia (8,8)              | Giuseppe Iaia (2,1)               | Giuseppe De Marinis (1,0)        | Vincenzo Greco (1,6)                | Antonio Nitti (0,9)           |                                                           |           |
| Francavilla Fontana | Antonio Gaglione* (41,6)      | Euprepio Curto (46,9)                | Antonio Alessandro Vito Scoditti (4,5) | Cosimo Mero (2,3)                    | Cosimo Brancasi (1,6)             | Giuseppe Matteo De Matteis (1,0) | Vincenzo Veronese (1,6)             | Giovanni Viva (0,4)           | Francesco Caroppo (Lista Filograna per il Salento) (0,2)  |           |
| Brindisi            | Rosa Stanisci* (40,1)         | Giuseppe Specchia (44,9)             | Nicola Cesaria (4,4)                   | Attilio Giuseppe Notarpietro (3,2)   | Pasquale D'Agnello (3,4)          | Gennaro Di Clemente (1,3)        | Alberigo Amati (2,3)                | Francesco Gnisci (0,4)        |                                                           |           |
| San Severo          | Raffaele Morese (38,0)        | Carmelo Morra (40,0)                 | Giovanni Fernando Altrui (5,1)         | Antonio Mastroiorio (3,5)            | Francesco Maria Ciro Damone (9,8) | Giacomo Raffaele Caruso (0,9)    | Giovanni Lucio De Capua (2,4)       | Antonella Maggio (0,4)        |                                                           |           |
| Manfredonia         | Francesco Carella (41,3)      | Remo Clodoveo Capozzo (40,4)         | Arcangelo Sannicandro (8,4)            | Francesco Zamparese (3,8)            | Rocco Mario Musto (1,6)           | Alfonso Iuppa (1,0)              | Domenico Farina (3,3)               | Paola Simonelli (0,3)         |                                                           |           |
| Foggia              | Luigi Follieri (36,7)         | Pietro Cherchi (43,7)                | Bruno Gorgoglione (4,3)                | Daniela Maria Pedà (6,1)             | Vincenzo Perulli (4,6)            | Francesco Paolo Cuttano (1,3)    | Rodolfo Scopece (2,5)               | Antonio Donato Gervasio (0,8) |                                                           |           |

## Basilicata
| Potenza  | Vito Gruosso (39,8)                     | Agatino Lino Mancusi (33,4)         | Maria Rosalba Di Tollo (4,8) | Vito Fernando Rosa (4,0)  | Emilio Colombo (15,4)       | Bachisio Maureddu (1,3)  | Antonio Ciancio (1,0)                     |                                               |
| Melfi    | Piero Di Siena (47,5)                   | Domenico Saraceno (33,3)            | Carmine Grimaldi (4,5)       | Angela Rosa Mancuso (4,8) | Luigi Lomio (7,6)           | Antonio Alla (0,9)       | Riccardo Giovanni Marra (1,7)             |                                               |
| Matera   | Giampaolo Vittorio Elio D'Andrea (40,2) | Corrado Bruno Vittore Danzi* (37,5) | Grazia Cormio (5,2)          | Nicola Lupo (4,8)         | Vincenzo Edoardo Viti (9,2) | Roberta Molinari (1,2)   | Vito Nicola Grosso (1,6)                  | Antonio Merola (Partito Costituzionale) (0,3) |
| Pisticci | Giuseppe Maria Ayala (38,2)             | Antonino Monteleone (30,3)          | Rocco Griesi (5,2)           | Pietro Paolo Vena (4,6)   | Mario Altieri (18,8)        | Massimo Picchianti (0,8) | Nicola De Sortis (2,0)                    |                                               |
| Lauria   | Romualdo Coviello (45,8)                | Egidio Luigi Ponzo* (34,4)          | Giovanni Filizzola (5,4)     | Rocco Cilibrizzi (4,0)    | Daniele Stoppelli (7,6)     | Anna Maria Merlini (1,2) | Nunziato Carmine Antonio Passarella (1,6) |                                               |

## Calabria
| Collegio           | Candidati                              | Candidati                                           | Candidati                            | Candidati                        | Candidati                          | Candidati                          | Candidati                      | Candidati                       | Candidati                                     | Candidati |
| Collegio           | L'Ulivo                                | Casa delle Libertà                                  | Partito della Rifondazione Comunista | Italia dei Valori                | Democrazia Europea                 | Lista Pannella-Bonino              | Fiamma Tricolore               | Liberaldemocratici Basta        | Altri                                         |           |
| ------------------ | -------------------------------------- | --------------------------------------------------- | ------------------------------------ | -------------------------------- | ---------------------------------- | ---------------------------------- | ------------------------------ | ------------------------------- | --------------------------------------------- | --------- |
| Castrovillari      | Nicodemo Nazareno Oliverio (34,0)      | Gino Trematerra (40,3)                              | Gennaro Cortese (5,5)                | Pasquale Fortunato (4,7)         | Pasqualino Perfetti (5,8)          | Antonio Lento (1,4)                | Carlo Caravaggi Mazzonna (2,1) | Maria Carmela Turano (0,6)      | Gianpaolo Chiappetta (Forza Chiappetta) (5,6) |           |
| Corigliano Calabro | Cesare Marini (40,1)                   | Francesco Samengo (37,2)                            | Aldo Pucci (7,3)                     | Maurizio Feraudo (5,7)           | Maria Salvati (5,9)                | Giorgio Serra (1,0)                | Agostino Guzzo (2,6)           | Umberto Condoleo (0,4)          |                                               |           |
| Cosenza            | Achille Occhetto* (38,3)               | Antonio Gentile (45,5)                              | Giorgio Liguori (4,4)                | Giovanni Maruca (3,1)            | Franco Lucio Pietramala (4,5)      | Andrea Porcaro (1,2)               | Achille Morcavallo (2,7)       | Francesco Domenico Caridi (0,3) |                                               |           |
| Catanzaro          | Donato Veraldi* (36,3)                 | Ida D'Ippolito Vitale (43,7)                        | Domenico Rocca (5,0)                 | Lucia Rubino (3,3)               | Achille Tomaino (6,9)              | Mario Corbelli (1,9)               | Natale Giaimo (2,4)            | Antonino Principato (0,5)       |                                               |           |
| Crotone            | Nicodemo Francesco Filippelli (42,5)   | Guido Napoleone (34,1)                              | Giorgio De Santis (6,4)              | Salvatore Micale (8,3)           | Antonio Gallella (3,4)             | Domenico Nicola Garrì (1,0)        | Giuseppe Segreto (2,2)         | Dino Stancato (2,1)             |                                               |           |
| Vibo Valentia      | Antonio Iovene* (40,2)                 | Francesco Paolo Ferruccio Metello Bevilacqua (42,5) | Agostino Mercuri (5,3)               | Antonio Gregorio Mannarino (3,0) | Attilio Vitale (4,8)               | Salvatore Colace (1,2)             | Franco Giuseppe Genco (2,3)    | Francesco Strati (0,7)          |                                               |           |
| Palmi              | Luigi De Paola (29,4)                  | Francesco Antonio Crinò (42,1)                      | Nicola Lucà (5,7)                    | Giovanni Pecora (3,3)            | Mario Mazza (13,5)                 | Alberto Rotundo (1,1)              | Pasquale Mercuri (3,0)         | Nicola Ieropoli (1,9)           |                                               |           |
| Reggio Calabria    | Giuseppe Antonio Attilio Tuccio (33,0) | Renato Meduri (43,2)                                | Vincenzo Amodeo (10,6)               | Michelangelo Azzarà (2,6)        | Lucio Maria Giovanni Dattola (5,7) | Eleonora Caparrotti Crettola (1,1) | Carlo Giuseppe Lo Presti (2,4) | Antonio Macheda (1,4)           |                                               |           |

## Sicilia
| Collegio                  | Candidati                   | Candidati                         | Candidati                            | Candidati                     | Candidati                                | Candidati                        | Candidati                 | Candidati                  | Candidati                               | Candidati |
| Collegio                  | L'Ulivo                     | Casa delle Libertà                | Partito della Rifondazione Comunista | Italia dei Valori             | Democrazia Europea                       | Lista Pannella-Bonino            | Fronte Nazionale          | Noi Siciliani              | Altri                                   |           |
| ------------------------- | --------------------------- | --------------------------------- | ------------------------------------ | ----------------------------- | ---------------------------------------- | -------------------------------- | ------------------------- | -------------------------- | --------------------------------------- | --------- |
| Marsala                   | Pasquale Busà (26,5)        | Antonio D'Alì (52,2)              | Andrea Bertolino (4,7)               | Ignazio Lo Bue (3,1)          | Giacomo Licari (8,3)                     | Alberto Pace (2,2)               | Marilena Rubino (1,4)     | Salvatore Bellafiore (1,6) |                                         |           |
| Mazara del Vallo          | Antonino Papania (32,3)     | Giuseppe Bongiorno (47,7)         | Ludovico Corrao (4,9)                | Vito Pipitone (2,1)           | Vincenzo Borruso (8,3)                   | Vincenzo Calafato (2,2)          | Antonino Provenzano (2,1) | Natale Randazzo (0,4)      |                                         |           |
| Palermo - Capaci          | Matteo Graziano (29,5)      | Enrico La Loggia (52,5)           | Antonio Marotta (2,9)                | Gioacchino Basile (3,1)       | Antonino Amato (8,6)                     | Antonio Fazio (2,1)              | Nicolo Cisarò (0,8)       | Rosario Martino (0,5)      |                                         |           |
| Palermo Centro            | Costantino Garraffa* (33,6) | Carlo Vizzini (49,5)              | Ermanno Giacalone (2,9)              | Antonio Imperato (2,8)        | Giorgio Chinnici (7,0)                   | Aldo Penna (2,4)                 | Salvatore Maltese (1,3)   | Vincenzo Cinà (0,5)        |                                         |           |
| Palermo Sud               | Concetta Cammarata (30,4)   | Mario Ferrara (51,0)              | Giuseppe Fazzese (2,6)               | Giuseppe Paladino (3,2)       | Vincenzo D'Agostino (8,7)                | Pietro Milio (2,3)               | Salvatore Morana (1,1)    | Salvatore Bravo (0,7)      |                                         |           |
| Gela                      | Antonio Montagnino* (34,9)  | Liborio Ognibene (42,7)           | Angelo Marotta (4,5)                 | Elio Cultraro (2,4)           | Antonio Francesco Angelo Gagliano (12,6) | Giuseppe Ciulla (0,9)            | Giuseppe Mirisola (1,5)   | Giorgio Sortino (0,5)      |                                         |           |
| Sciacca                   | Accursio Montalbano* (34,0) | Melchiorre Cirami (37,8)          | Basilio Vella (3,8)                  | Raimondo Bruccoleri (3,4)     | Giuseppe Ruvolo* (16,6)                  | Pasquale Salvaggio (1,8)         | Raimondo Interlandi (2,0) | Enrico Caponnetto (0,6)    |                                         |           |
| Agrigento                 | Luigi Mastrobuono (31,0)    | Calogero Sodano (46,2)            | Calogero Miccichè (5,9)              | Giovanni Buzzetta (2,5)       | Decio Terrana (10,2)                     | Calogera Castiglione (2,1)       | Salvatore Calì (1,3)      | Adolfo Dispenza (0,8)      |                                         |           |
| Bagheria                  | Francesco Piro (29,9)       | Antonio Battaglia (49,8)          | Giuseppe Mogavero (3,3)              | Mario Allegra (3,1)           | Armando Aulicino (10,0)                  | Antonia Caruana (1,5)            | Cosimo Pusateri (1,6)     | Filippo Morana (0,8)       |                                         |           |
| Monreale                  | Michele Figurelli (27,6)    | Renato Schifani (52,0)            | Riccardo Incagnone (2,9)             | Ludovico Guido Curcio (2,1)   | Giuseppe Ferrara (12,0)                  | Maria Geltrude Corsaro (1,8)     | Giuseppe Balistreri (1,2) | Rosa Cimino (0,5)          |                                         |           |
| Messina                   | Franco Providenti (30,6)    | Salvatore Crisafulli Ragno (52,6) | Alfredo Crupi (1,9)                  | Giuseppe Rao (3,1)            | Giovanni Trimarchi (8,1)                 | Ernesto Salonia (1,5)            | Lorenzo Raitano (1,4)     | Giovanni Santoro (0,8)     |                                         |           |
| Barcellona Pozzo di Gotto | Giuseppe Mangiapane (25,7)  | Domenico Nania (51,3)             | Filippo Giunta (2,9)                 | Domenico Scilipoti (4,6)      | Bartolo Speranza (11,9)                  | Francesco Argento (1,2)          | Carmelo Borzelliere (1,5) | Raffaele Ianniello (0,9)   |                                         |           |
| Enna                      | Michele Lauria* (36,4)      | Sebastiano Sanzarello (44,8)      | Gaetano Virlinzi (3,4)               | Giacomo Scinardo Tenghi (2,7) | Angelo Moceri (9,3)                      | Salvatore Marcuccio (0,8)        | Benito Sarda (1,4)        | Giovanni Fileccia (1,1)    |                                         |           |
| Acireale                  | Giuseppe Leonardi (25,7)    | Giuseppe Firrarello (52,9)        | Pasquale Licciardello (2,6)          | Salvatore Grasso (3,4)        | Giuseppe Basile (11,4)                   | Mario Scandurra (1,3)            | Giulio Caserta (1,8)      | Giovanni Battiato (0,9)    |                                         |           |
| Catania Centro            | Rosario D'Agata (28,5)      | Guido Ziccone (57,0)              | Elena Maiorana (2,9)                 | Maria Grazia Serrentino (2,9) | Orazio Giuseppe Antonio Ferlito (4,4)    | Giuseppe Schillaci (1,7)         | Riccardo D'Angelo (1,4)   | Pietro Figura (1,2)        |                                         |           |
| Catania - Misterbianco    | Ivanhoe Dugo (26,8)         | Domenico Sudano (58,4)            | Mario Spampinato (2,9)               | Francesco Russo (4,3)         | Cesare Fulvio (2,8)                      | Giovanni Giuseppe Giuliano (2,1) | Salvatore Gurrieri (1,3)  | Giuseppe Campo (1,4)       |                                         |           |
| Paternò                   | Rocco Testa (27,1)          | Filadelfio Basile (46,6)          | Giuseppe Pignataro (5,6)             | Giuseppe Mirata (4,3)         | Francesco Parisi (11,1)                  | Giuseppe Giacobbe (1,0)          | Pietro Marino (3,4)       | Vito Vinci (0,8)           |                                         |           |
| Ragusa                    | Giovanni Battaglia* (35,1)  | Riccardo Minardo (50,7)           | Giovanni Lucifora (3,6)              | Giuseppe Di Natale (3,3)      | Giovanna Di Paola (5,0)                  | Severino Cassone (0,8)           | Antonio Rubino (1,0)      | Salvatore Morana (0,5)     |                                         |           |
| Avola                     | Mario Occhipinti (30,7)     | Luigi Caruso (41,1)               | Salvatore Paolo Celestre (5,1)       | Federica D'Adamo (3,2)        | Sebastiano Burgaretta Aparo (16,3)       | Natale Latina (0,9)              | Roberto Incardona (1,6)   | Sebastiano Scicli (1,1)    |                                         |           |
| Siracusa                  | Antonio Rotondo* (32,3)     | Roberto Centaro (43,5)            | Sebastiano Giaccotto (4,9)           | Mario Nicolosi (4,2)          | Innocenzo Galatioto (9,7)                | Giuseppe Midolo (1,4)            |                           | Giuseppe Bordonaro (0,6)   | Franco Greco (Lista Franco Greco) (3,4) |           |

## Sardegna
| Collegio | Candidati               | Candidati                            | Candidati                            | Candidati                   | Candidati                          | Candidati                           | Candidati                                | Candidati                                  | Candidati |
| Collegio | L'Ulivo                 | Casa delle Libertà                   | Partito della Rifondazione Comunista | Italia dei Valori           | Democrazia Europea                 | Lista Pannella-Bonino               | Partito Sardo d'Azione-Sardigna Natzione | Altri                                      |           |
| -------- | ----------------------- | ------------------------------------ | ------------------------------------ | --------------------------- | ---------------------------------- | ----------------------------------- | ---------------------------------------- | ------------------------------------------ | --------- |
| Cagliari | Antonio Cao (36,04)     | Mariano Delogu (54,10)               | Giuseppe Stocchino (3,35)            | Giovanni Panunzio (2,26)    | Pietro Paolo Capra Agostini (1,07) | Maurizio Polese (1,64)              | Giovanni Riccardo Meaggia (1,54)         |                                            |           |
| Nuoro    | Gianni Nieddu (44,32)   | Pietro Pittalis (38,79)              | Pierluigi Mulliri (4,51)             | Giovanni Mariani (5,14)     | Mario Cogoni (1,69)                | Bruno Marongiu (1,06)               | Sebastiano Compostu (4,48)               |                                            |           |
| Carbonia | Paolo Fadda (39,88)     | Gianfranco Tunis (46,01)             | Antonio Saba (4,40)                  | Benito Angelo Labate (2,64) | Adolfo Manis (2,15)                | Riccarda Meloni (1,58)              | Antonello Pilloni (3,34)                 |                                            |           |
| Sassari  | Bruno Dettori (40,76)   | Pasqualino Lorenzo Federici* (39,79) | Dario Satta (3,03)                   | Angelo Mura (2,95)          | Pietro Manca (1,24)                | Giuseppe Conti (1,89)               | Giovanni Carlo Acciaro (4,16)            | Francesco Luigi Satta (Lista Amadu) (6,17) |           |
| Olbia    | Nino Murineddu* (41,77) | Giuseppe Mulas (44,16)               | Elio Attilio Bua (4,68)              | Quinto Puddu (3,31)         |                                    | Ennio Bazzoni (1,18)                | Gavino Sale (4,89)                       |                                            |           |
| Oristano | Rossano Caddeo* (40,23) | Ignazio Manunza (45,51)              | Velio Ortu (4,29)                    | Luigi Corrias (2,50)        | Gavino Piredda (2,53)              | Franco Luigi Bonacatu Vargiu (1,31) | Pietro Sanna (3,63)                      |                                            |           |

## Valle d'Aosta
| Aosta | Augusto Rollandin (49,31) | Licurgo Pasquali (22,53) | Domenico Aloisi (5,60) | Silvino Morosso (10,84) | Alessandro Bortot (Lista Alternativa) (11,71) |

## Elezioni suppletive

### 27 ottobre 2002
| Pisa | Luciano Modica (62,2) | Giuseppe Cognetti (24,4) | Luciana Piddiu (13,4) |

### 22 giugno 2003
| Marino | Luigi Zanda (100,0) |

### 23 gennaio 2005
| Bari - Bitonto | Nicola Latorre (55,6) | Emanuele Degennaro (41,3) | Giuseppe Monaco (2,5) | Cataldo Zucaro (0,5) |

| Rovigo | Massimo Donadi (57,0) | Domenico Romeo (30,1) | Luca Previati (5,0) | Giuseppe Osti (7,8) |

Nota:# con il simbolo  *  s'indicano i senatori eletti mediante il sistema proporzionale.